# Louis Asher

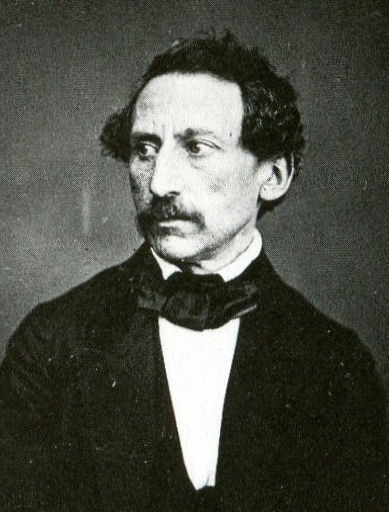
Louis Asher

Louis Asher (eigentlich Ludwig Julius Asher, * 26. Juni 1804 in Hamburg; † 7. März 1878 ebenda) war ein deutscher Landschaftsmaler der Düsseldorfer Malerschule und der Hamburger Schule sowie Bildhauer.

## Leben

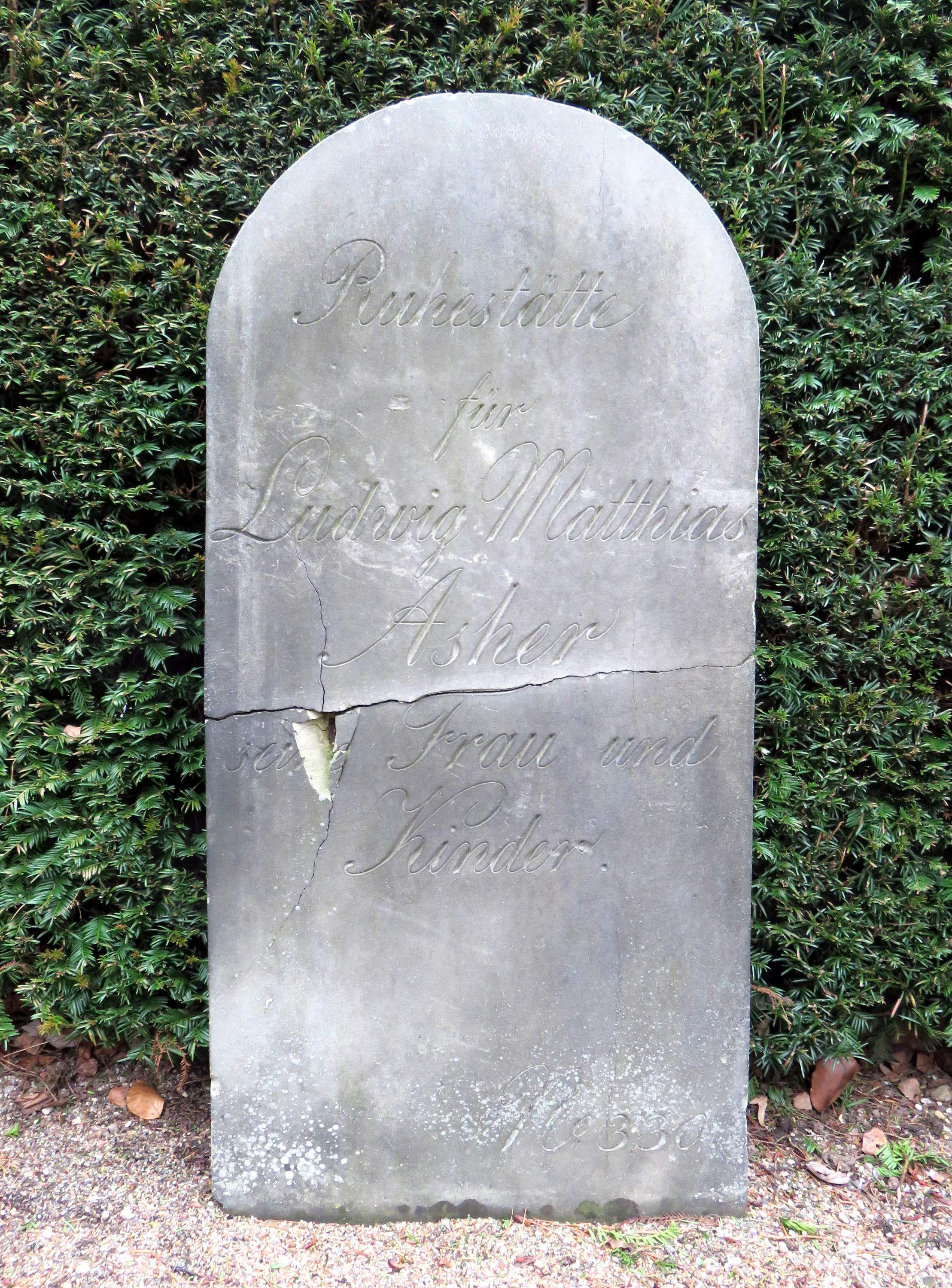
Grabmal der Familie Asher im Freilichtmuseum Heckengarten, Friedhof Ohlsdorf

Asher entstammte einer jüdischen Familie, die 1810 konvertierte. Seine Eltern waren Ludewig Matthias Asher (* 1769 in Lübben), Kaufmann und Bankier in Hamburg, und Anna Mariane Hedwig Philipson (* um 1772 in Altona), Enkelin von Alexander David.
Asher begann seine Ausbildung bei Gerdt Hardorff (1769–1864), der an der Patriotischen Gesellschaft Zeichenunterricht gab und bei Leo Lehmann (1782–1859), dem Vater von Rudolf Lehmann. Ab 1821 studierte er an der Akademie in Dresden gemeinsam mit anderen Hamburger Künstlern wie Carl Julius Milde, Julius Oldach und Hans Heinrich Porth, mit dem ihn eine lebenslange Freundschaft verband und den er 1828 porträtierte. Auch Ernst Ferdinand Oehme und Ernst Rietschel gehörten zu dem Kreis. Dann ging Asher an die Düsseldorfer Akademie unter Peter Cornelius. Mit Cornelius ging er 1825 nach München und assistierte ihm bei der Ausmalung der Glyptothek.
Nachdem er 1827 nach Hamburg zurückgekehrt war, wo er unter anderem das große Grabmal Philippi auf dem Ohlsdorfer Friedhof gestaltete, und er sich 1830 in Berlin aufgehalten hatte, ging er von 1832 an mit seinem Freund und Künstlerkollegen Erwin Speckter für etwa drei Jahre auf Studienreise nach Italien. In Rom weilte er von Ende 1832 bis Herbst 1834. 1838/39 unternahm er eine weitere Italienreise, erneut nach Rom, wo er von November 1838 bis Sommer 1839 unter Deutschrömern lebte, gemeinsam mit Wilhelm Kaulbach, der ihn stark beeinflusste. Umgekehrt war Asher ein intimer Kritiker Kaulbachs.
Ashers Werke hängen in der Kunsthalle Hamburg sowie Museen in Lübeck und Stockholm. 1879 fand eine Ausstellung in Hamburg statt. Er war Mitglied des Hamburger Künstlervereins von 1832.
Sein Bruder war der promovierte Jurist und Publizist Carl Wilhelm Asher.
Seine Großnichte war die Porträtmalerin Helene von der Leyen.

## Werke (Auswahl)

Italienische Bauernfamilie, 1834
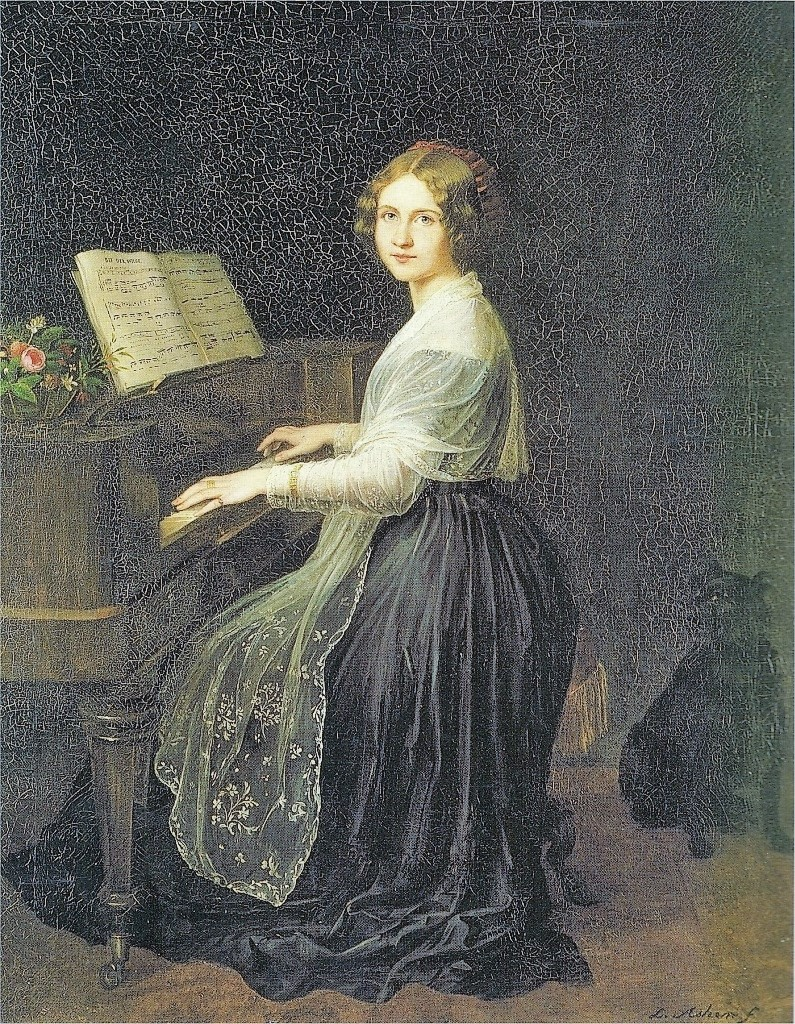
Porträt der Pianistin Jenny Lind, 1845
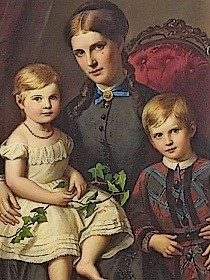
Frau Fehling mit ihren Kindern, um 1867
Bild eines Kindes
Der Künstler in seinem Atelier

## Ausstellungen (Auswahl)
- 2019: Hamburger Schule – Das 19. Jahrhundert neu entdeckt (12. April bis 14. Juli), Hamburger Kunsthalle